# Олайнський край
Ола́йнський кра́й (латис. Olaines novads) — адміністративно-територіальна одиниця Латвійської Республіки. Розташований у центральній частині країни, в історичному регіоні Ліфляндія. Адміністративний центр — Олайне. Створений 2009 року. Площа — 298,5 км². Населення — 19 705 осіб (2021). До складу краю входять 1 місто і 1 волость.
При адміністративній реформі 2021 року не зазнав змін

## Адміністративний поділ
- місто Олайне
- Олайнська волость (центр - Яунолайне)